# Григор Орлик

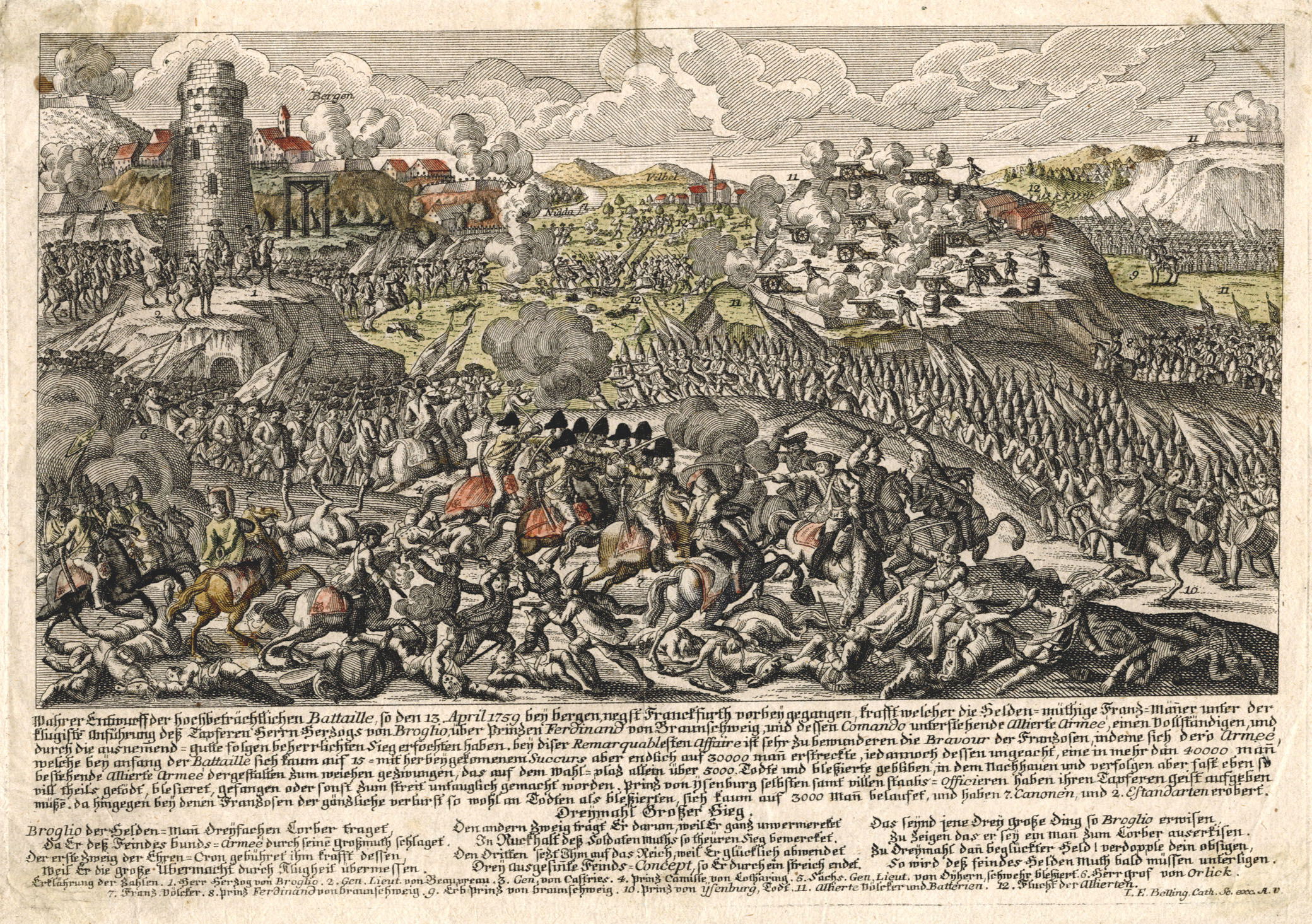
Перемога герцога де Брольї під Бергеном, 13 квітня 1759 року. Під № 6 зображено Григора Орлика. Йозеф Еразм Беллінг. Гравюра XVIII століття

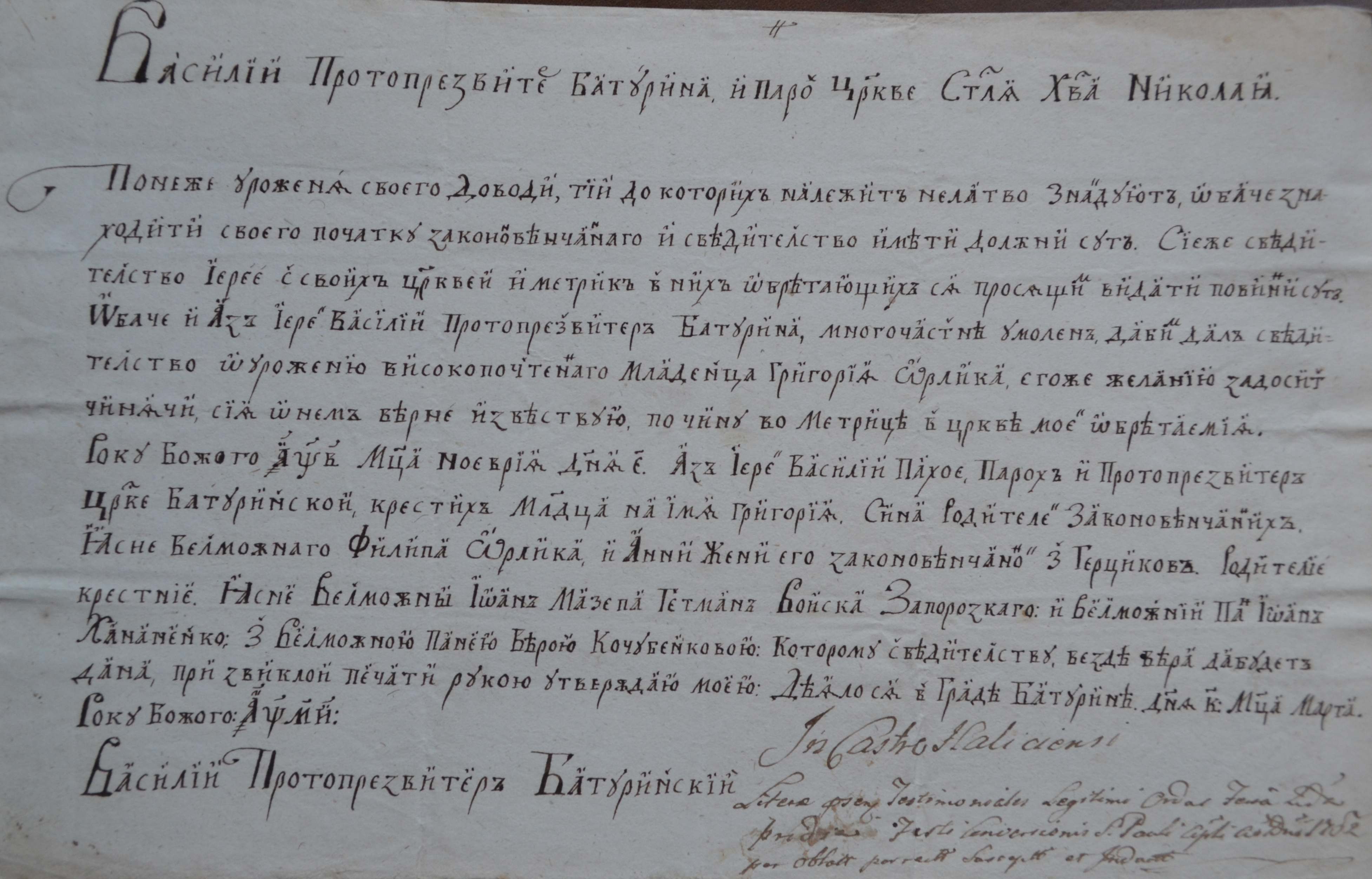
Хресна посвідка Григора Орлика в Батурині, 5 листопада 1702 року. Копія з приватного архіву замку Дентевіль (Франція).

Григор Орлик (фр. Pierre Grégoire d’Orlick de la Ziska, 5 листопада 1702, Батурин, Гетьманщина — грудень 1759, Париж, Франція) — син Пилипа Орлика, довірена особа Станіслава Лещинського, військовий діяч і агент дипломатичної служби на службі в короля Франції Людовика XV.

## Родина
Батько — Пилип Орлик — народився 11 (21) жовтня 1672 у селі Косута Ошмянського повіту на Вілейщині (Білорусь) в сім'ї литовської шляхти богемського походження — Орликів. Мати Ганна Герцик походила з православної єврейської родини Полтавського полковника — Павла Герцика.
Окрім Григора, в сім'ї Орликів було ще семеро дітей. Найстарша донька Анастасія народилася у 1699 році в Полтаві. Вийшла заміж за шведського генерала графа Йогана Стенфлюкта. У подружжя було двоє синів: Карл Густав (1724—1758 рр.) та Пилип (1726—?), який ймовірно помер у дитинстві. Померла Анастасія Пилипівна у 1728 році в Кілі, в Гольштінії. Після її смерті чоловік одружився з її молодшою сестрою Варварою. Варвара народилася в Батурині у 1707. Власних дітей не мала, опікувалась племінником. Проживала з родиною у Стокгольмі.
Середній син Михайло також народився в Батурині у 1704 році. Про його життя згадок не збереглося. Відомо, що з 1722 року перебував при батьку в турецьких володіннях. Помер в Салоніках після 1723 року від епідемії чуми.
Яків народився в Бендерах у 1711 році. Помер у травні 1722 року. Донька Марта народилася в Бендерах у 1713 році. Вийшла заміж за волинського шляхтича Дзержановського. У подружжя народилось дві доньки, їхні імена не відомі.
Марина народилася на острові Рюген в маєтку Гральшергоф (Німеччина), у 1715 році. Як складалося її життя достеменно не відомо. Померла після 1750 року.
Найменша донька, Катерина, народилася у Сконе (Швеція) у 1718 році, померла через рік.
Старший син Григорій народився 16 (5) листопада 1702 року в Батурині. Згідно хресній посвідці його хрещеними батьками стали гетьман Іван Мазепа, полковник Іван Ханенко та Любов (Віра) Кочубеєва, дружина генерального судді Василя Кочубея.

## Сім'я

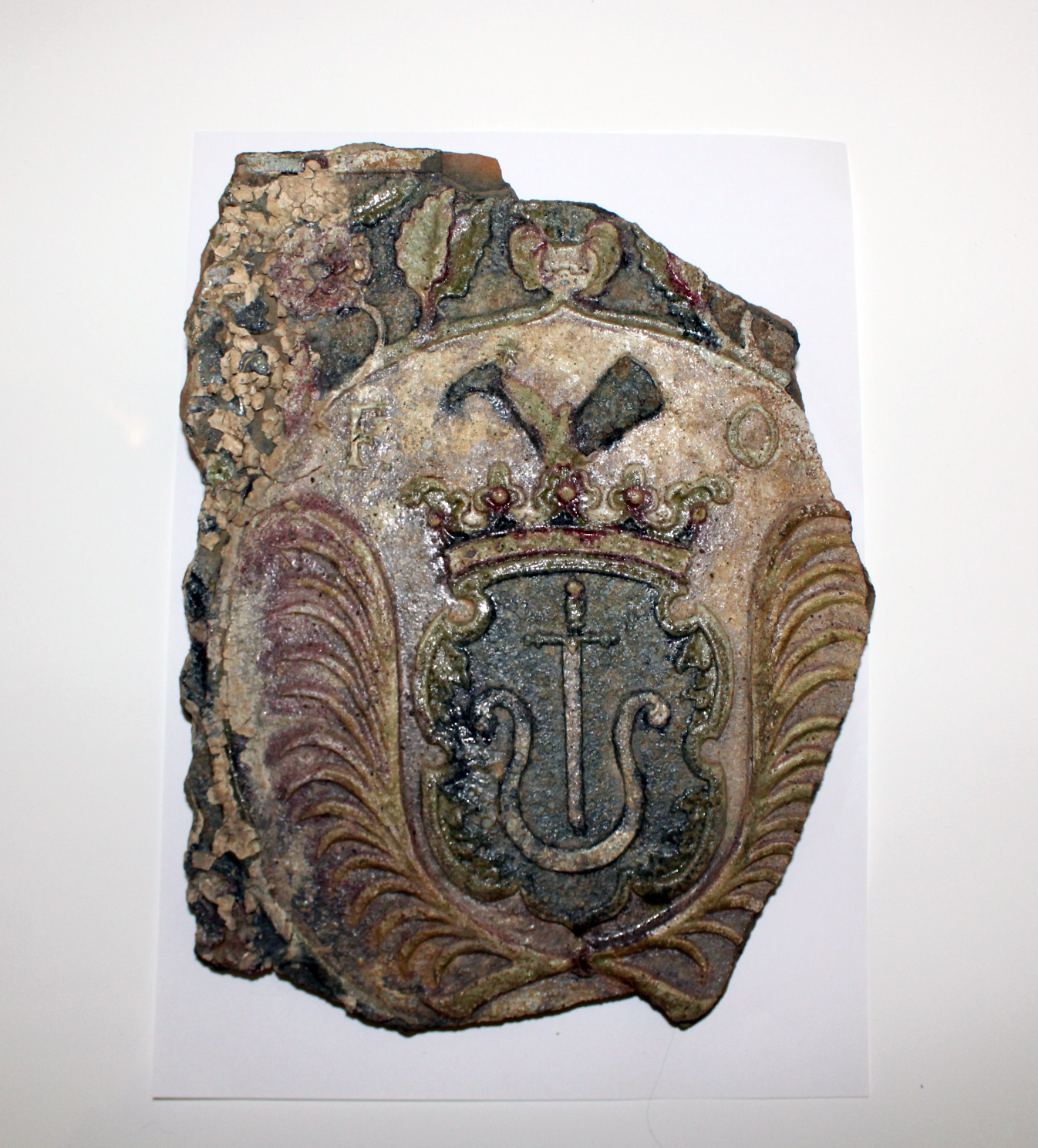
Кахля з будинку Пилипа Орлика в Батурині, XVIII ст. Знайдена під час археологічних досліджень у 2018 р.

Син «голови козацької запорізької нації», так називав себе Григор Орлик і так зазначено в шлюбному контракті, одружився, за високої згоди короля Франції, з Луїзою Еленою Ле Брен де Дентевіль (фр. Louise Hélène Le Brun de Dinteville), донькою Гійома Ле Брена (фр. Guillaume Le Brun de Dinteville) й Елізабет Кантен де Ришбур ля Вієн (фр. Elisabeth Quentin de La Vienne). Шлюб відсвяткували, як зазначено в контракті, у Версалі 3 грудня 1747 року, в присутності дофіна (старший син, перший у престолонаслідуванні, призначений стати королем Франції), старших доньок Луї XV, кровних князів, багатьох міністрів.
В шлюб Григор Орлик вступив тільки тоді коли досягнув певного фінансового благополуччя — платню 560 ліврів і звання полковника Французької армії. Також Орлик отримував платню за послуги надані шведському і французькому королівському дворам. Саме ці кошти давали можливість утримувати себе та дружину.
У Парижі Григорій мешкав на вулиці Сен-Домінік, одній із найпрестижніших на той час вулиць французької аристократії, де проживало багато міністрів і впливових осіб королівства й де його дружина також мала маєток.
Не виключено, що саме з нагоди шлюбу Григор Орлик зібрав велику кількість документів про давність та походження роду Орликів, як справжній шляхтич, який представляє себе через свій рід. Він звернувся по допомогу до Станіслава Лещинського, котрий зробив для нього свідчення про шляхетне походження (датоване 24 грудня 1747), та до Луї Лябішевського, духівника королеви, котрий зібрав у польських реєстрах докази та згадки про родину Орликів і засвідчив її належність до герба Новіна.
Таким чином Григорій пов'язав свою долю зі старовинною родиною високої провінційної французької аристократії й оселився відтоді в замку Дентевіль. Дітей подружжя не мало. Замок Дентевіль перейшов у спадок племінникам по лінії дружини. Сучасні власники замку, маркіз Анрі де ла Віль Боже та маркіза Антуанетта, дбають про нього та зберігають приватний архів Григора Орлика, який передається з покоління в покоління.
«Замок майже не зазнав руйнацій, — розповідає маркіза Антуанетта де ла Віль Боже. — Григор Орлик, коли приїздив сюди перепочити після збройних кампаній, бачив майже те саме, що сьогодні споглядаєте ви, — ті самі вежі, брами, алеї, стіни…».. Її чоловік, непрямий родич та спадкоємець Орликів Анрі де ла Віль Боже, додає: «Наш замок не мав стратегічного військового значення, хоч і був збудований на місці колишньої фортеці. Архіви збереглися повністю, і серед них — перев'язаний мотузкою пакет із документами Григорія та його дружини. Мій дід і тато багато про нього розповідали, — згадує Анрі де ла Віль Боже. — Це була така трохи міфічна особистість. Але знали про нього зовсім мало. Що не був французом, не належав до родів, на ті часи відомих… Напевне його місія — секретний агент на королівській службі — була для Григорія єдиною можливістю вижити».

## Освіта
Політична ситуація родині Орликів диктувала свої умови. Підтримуючи у боротьбі проти Московщини, шведську сторону, вони нажили чимало ворогів. Після програної битви під Полтавою в 1709 році були змушенні емігрувати. Так розпочався період вигнання для Григора і його родини. Першим притулком для них стало місто Бендери. Після підписання у 1711 році між Гетьманщиною, представленою еміграційним урядом Пилипа Орлика, та Кримським ханатом Кайрського договору про оборонно-наступальний військовий союз Гетьманщини з Кримським ханством малий Григорій залишається заручником, тобто гарантом виконання Кайрського договору, у Бахчисараї. Із цього періоду наголосимо на його дружбі із сином татарського хана, яка виявиться згодом надзвичайно корисною.
Тут, в Бендерах, Григор пройшов першу школу чужих мов та познайомився з людьми, з якими пізніше співпрацював у своїх політичних та дипломатичних справах. Цікавився політикою і разом з батьком брав участь у переговорних процесах. Через нові конфлікти, тепер з татарами, Пилип Орлик з родиною переїжджає в Швецію.Саме в Швеції Григорій здобуває освіту в Лундському університеті.

## Дипломатична кар'єра

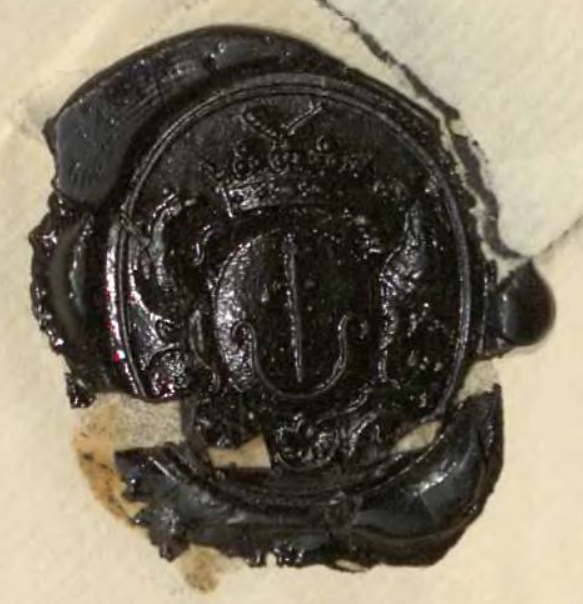
Печатка Григора Орлика з листа, що зберігається в Держархіві Швеції

У 1729 році Григор Орлик виходить на дипломатичну арену. 28 жовтня 1729 року французький посол Антуан-Фелікс де Монті влаштовував нараду у салоні французької амбасади Варшави. По закінченні засідання, річпосполитські магнати, а саме — примас Теодор Анджей, київський воєвода Йосиф Потоцький (став великим коронним гетьманом в 1735 році, а в 1729 році це місце було вакантним) та придворний коронний маршалок Стефан Потоцькі, скеровують Орлика до екзильного короля Польщі Станіслава Лещинського.
З 1729 року для Григора Орлика починається період життя завдовжки в тридцять років тісно пов'язаний з Францією та присвячений захисту інтересів козацької нації у всіх можливих конфігураціях, які представлятимуться у міру еволюції кон'юнктури на європейській арені. Основними захисниками української карти у зовнішньополітичній французькій грі був, з одного боку, з глибини турецького заслання (Салоніки, 1722—1734), гетьман П. Орлик, «голова козацької нації», а з іншого — його син  Григорій, який, з'явившись на сцені як зв'язковий, щоб представляти інтереси свого батька і козацької нації, стає дипломатом Луї XV.
При французькому королівському дворі Григор Орлик виконує важливі дипломатичні доручення короля Луї XV, зустрічається з найвищими урядовцями Османської та Габсбурзької монархії, Кримського ханства, Речі Посполитої. Як зазначає сам Григорій: «Від 1730… задіяний у найсекретніших місіях на службі та в ім'я інтересів короля… зобов'язаний часто переносити з одного регіону в інший свою особу й свої ідеї, ризикуючи своїм життям і своєю свободою».
І. Дмитришин зазначає: «Григорій був для Франції надзвичайно цінним дипломатичним агентом, який міг діяти одразу в трьох таких різних світах, як Річ Посполита, Швеція і Висока Порта з Кримом. Навряд чи була інша людина, що знала їх завдяки власному досвіду, так добре розбиралась в особливих устроях кожного із цих універсамів, володіла їхніми мовами й була відомою та шанованою в кожній із цих країн. Г. Орлик на службі Франції мав, безперечно, європейський вимір. Стати посланцем французького королівства у XVIII ст., коли альтернативних засобів комунікації майже не існувало, означало мати повну довіру Версаля. Г. Орлик заслужив її дивовижно швидко».
Потрібно наголосити, що в період  між 1729 і 1736 роками Григор Орлик заповзято виконує дипломатичні місії на користь Станіслава Лещинського. Про це свідчать його візити до Франції (листопад 1729, грудень 1731, січень 1733, червень 1733), делегації до Османської імперії (червень 1730, січень 1732, березень 1733, березень 1734) та поїздки до Кримського ханства (лютий 1732, березень 1734).
За час своєї дипломатичної кар'єри він користувався різними прізвищами та іменами. Ось не повний їхній перелік: капітан шведської гвардії Густав Бартель, капітан швейцарської гвардії Хаг, лікар-француз Ля Мот, Конорієр, капітан з Сасесу, Ернест Брамляк та інші. Під виглядом французького мандрівника відвідав Україну.
Роль Григора Орлика як дипломата збільшується тоді, коли Станіслав Лещинський розкриває власні наміри вступити у боротьбу за польський престол. Григорію як дипломатичному агенту, а не французькому регулярному службовцю, було доручено відвезення листа французького короля Луї XV до кримського хана Каплан I Ґерая, та передання листа-відповіді до Луї XV. Листування стосувалося елекції Станіслава Лещинського у Речі Посполитій. Саме завдяки цій місії, Григорій поступово дізнається про плани французьких урядовців.
Маркіз Шовелен, перший заступник кардинала, високо цінував Григорія, не сумнівався у його здатності для інших місій: „Я дійсно надзвичайно задоволений паном Хаґом, і ви легко у цьому переконаєтесь завдяки місії довіри в якій він буде задіяний“.
Після смерті Августа II Фрідріха влітку 1733 року між профранцузькими та пронімецькими коаліціями Польщі почалася боротьба. Орлику, разом із французьким офіцером, за два тижні (26 серпня — 8 вересня) вдалося доставити С. Лещинського до Варшави і 12 вересня його було офіційно проголошено королем Речі Посполитої.
Для Пилипа та Григора Орликів ця таємна місія стала надією на вирішення „українського питання“.
Орлики орієнтувалися на Гадяцьку угоду, яка передбачала входження України у трьохсторонню формацію. Саме цей проєкт Станіслав Лещинський захищав з Мазепою. Орлики були свідомі, що інтерес який становлять їх особи та їх країна, повністю залежав від інтересів Станіслава. Вони зможуть зберегти свою вагу тільки розвиваючи свою „користь“ у рамках польського проєкту — ніхто не піде боротися проти московського гніту в Україні чи за козацькі свободи. Вони були також свідомі того, що ні Росія, ні Польща не відійдуть з зайнятих ними українських територій. Єдина можливість змусити Станіслава перейматися Україною, поза його бажанням скористатися з козаків у якості збройної руки коаліції з метою оволодіння польським троном, була нагадати йому ідею збільшення Речі Посполитої долученням до неї України. Це, позаяк, єдина можливість отримати зовнішню підтримку своїм власним інтересам.
Таємна місія була блискуче виконана Григором Орликом, який ще раз з цієї нагоди довів свої незаперечні здібності і таланти, що дозволило йому остаточно завоювати собі місце на службі Французького Королівства. Щоб привезти до Франції добру новину, Монті обрав Григорія: „Мені видалось дуже справедливим, щоб Пан Орлик був носієм цієї приємної новини. Це гідний підданий“.
Пізніше було зазначено: „Нащадкам буде важко повірити що принц, віддалений за 400 льє, приїжджає до Варшави у супроводі однієї людини, та проголошується королем за п'ятнадцять днів. Ця подія є однією з найвизначніших у історії, яка не премине довідатись про всі обставини“.
Українська, а точніше — козацька карта, з'являється у французькій дипломатичній грі саме з нагоди другого обрання Станіслава Лещинського королем Польщі.
Збереглась характеристика Григора Орлика (1734 рік) від російського посла Неплюєва: „… приблизно тридцяти років, високого зросту, світлий, засмаглий; говорить російською, німецькою, французькою, польською, шведською, козацькою і, напевне, знає грецьку і турецьку; стриманий та поважний“.
Григор Орлик для України забезпечив присутність „української карти“ у комбінаціях французької закордонної політики. У тогочасному ієрархізованому суспільстві емігрант Григор Орлик спілкувався з міністрами та королями, долучався до великої політики й безперестанку, коли відкрито, а коли завуальовано, нагадував про „ярмо, під яким стогне козацька нація“. Григор Орлик — людина, яка домагалася „свободи козацької нації“ в ім'я спокою Європи». Постать Григора Орлика є гарним прикладом відданості Батьківщині, вірності батьківській справі, гідного служіння високим ідеалам та освіченості.
Особливе військове досьє Григора Орлика зберігає лист, де відчувається відлуння його значної діяльності на дипломатичному фронті. Міністр-посол Швеції у Франції, Шеффер, за його власним висловом, не міг «забути те, що моя нація йому особисто завдячує». Він писав: «Ваша Екселенція знає краще ніж будь-хто обставини у яких п. граф д'Орлик перебував протягом всього свого життя і що він завжди відзначався своєю мужністю і своїми талантами, як і своєю незмінною відданістю меті, яка становить для обох королівств спільний інтерес і вартість».

## Військова кар'єра

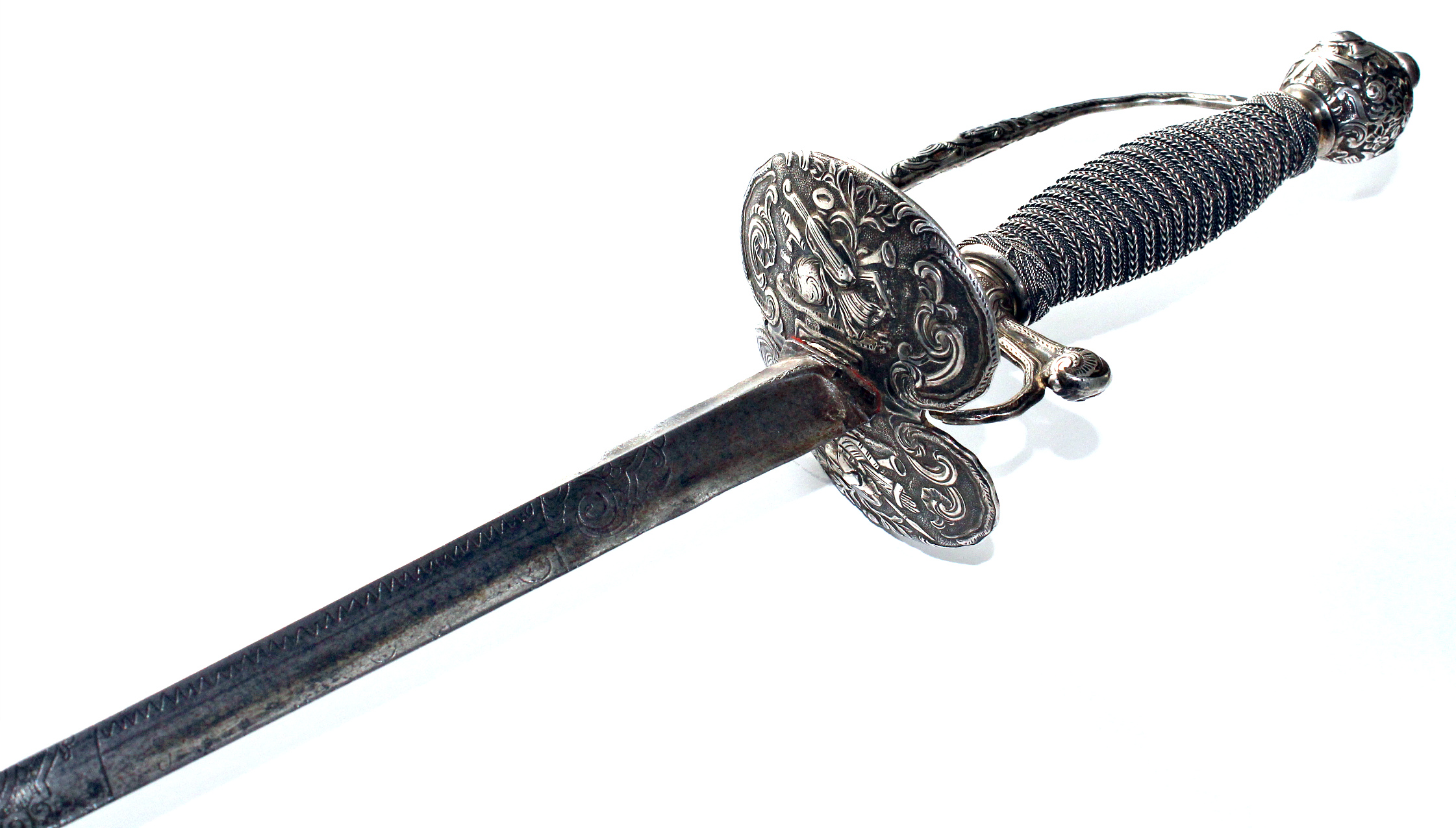
Шпага XVIII ст., Франція. Із зібрання Національного історико-культурного заповідника «Гетьманська столиця». Подарована Євгеном Суром, 2018 рік

Військова кар'єра Григорія, згідно з його власних свідчень, почалася на службі під прапорами Карла XII у чотирнадцятилітньому віці та залишає її в 1720 році. Бойове хрещення отримав у 1716 році у битві під фортецею Штральзунд, на боці шведського короля Карла ХІІ.
У 1720 році з подачі свого батька він потрапляє до армії короля Августа ІІ Саксонського ординарцем (військовослужбовцем) у піших охоронцях. У 1725 році, у момент замирення між Августом ІІ і Петром І, у чині капітана саксонської гвардії переходить на службу Польщі й, отримавши звання підполковника інфантерії, стає головним ад'ютантом великого коронного гетьмана Станіслава Жевуського.
У 1734 році брав участь в Облозі Філіппсбурга. Того ж року, згідно розпорядження короля Франції, Людовика XV, призначений лейтенант-полковником запасу та отримує грошову винагороду в 1080 франків.
Перебуваючи на службі у Людовика XV Григор Орлик постійно намагався привернути увагу французького двору до становища України та до діяльності свого батька, Пилип Орлика, при цьому він постійно спирався на французький інтерес. Франція в цей період була зацікавлена у зміцненні шведсько-польсько-турецького бар'єру. Григор Орлик вважав, що його батько на чолі з козацьким військом могли б допомогти у зміцненні цього бар'єру. В численних меморандумах, які Григор Орлик надіслав до королівського двору, він пише про Україну як про «козацьку націю», як про вільну країну.
Російсько-шведська війна (1741—1743) та війна за австрійську спадщину (1740—1748) становлять інтенсивний період у житті Григор Орлика. Він беззастережно кинувся у діяльність на користь Швеції, проти Росії. Водночас не пропускаючи жодної можливості стати у пригоді Франції та нагади про козацьку націю. У 1744 році від Людовика XV він отримав наказ долучитися, як польовий ад'ютант кавалерії, до армії під головуванням маршала герцога де Ноая, що перебувала на той час у Фландрії (Бельгія). У 1745 році за наказом короля Франції Григор Орлик призначений бригадиром королівської армії. Брав участь у баталії за Фонтенуа, Монса, Шарлеруа, Намюра, Року, Лауфельдом.
З 1735 року і декілька наступних років підряд Григор Орлик звертався з проханнями утворити козацький корпус з числа тих, які лишилися вірними його батьку. Ця практика, розповсюджена в часи Людовика XV, полягала в покладанні на офіцера, якому надавався відповідний диплом, місії підняти військо. Певна сума призначалась на цю операцію, а також, на утримання військової одиниці, власником якої став офіцер, що її згуртував. Григор Орлик дійсно підняв у 1747 році полк німецької інфантерії, що на той час було досить поширено. Він зажадав дати йому назву «Royal Pologne Infanterie» («Королівська польська піхота») і звернувся по дозвіл до Станіслава Лещинського. Станіслав Лещинський був дуже задоволений, написав до міністерства: «Признаюся, що ніщо не потішить мене так, як побачити армії короля під іменем моєї нації, для якої це означатиме велику честь». Наказ короля про створення полку німецької інфантерії під назвою «Royal Pologne Infanterie» («Королівська польська піхота») було видано 25 листопада 1747 року.
Полк складався з шести компаній в 110 чоловік кожна, не рахуючи офіцерів.
Григор Орлик опікувався своїм полком. Найчастіше поставало питання рекрутування: хотів бачити у своєму полку поляків (оскільки, незважаючи на назву, полк був укомплектований майже виключно німцями), що спонукало його просити у керівників дипломатичної служби допомогу та дозволи для синів польської шляхти з числа його знайомих, звичайно, всіх гідних повної довіри. Однак незважаючи на його зусилля, поляків у полку налічувалось небагато.
10 травня 1748 року отримав звання польового маршала Франції.
З початком Семирічної війни (1756—1763 рр.) між Великою Британією і Прусією з одного боку та Австрією, Росією і Францією з другого боку, Г. Орлик отримав наказ дістатися до армії на берегах Рейна, під командуванням маршала д'Естре. Г. Орлик взяв участь у цій війні на чолі свого полку «Royal Pologne Infanterie» («Королівська польська піхота»). Він показав себе, як талановитий командувач та воїн і воював під Зундерзхаузеном і Люкстельбером.
Григорій взяв участь в одній із найвизначніших битв Семилітньої війни (1756—1763 рр.), битві під Бергеном, в якій  був тяжко поранений осколком ядра гармати у шию.
21 квітня 1759 року за наказом короля Людовика XV, Григор Орлик отримав звання генерал-лейтенанта королівської армії.
23 листопада 1759 року був поранений у місті Мінден (Німеччина), та ймовірно доставлений до Парижа, де відійшов у засвіти. 17 січня 1760 року у новинах напишуть так: «Пан граф Орлік, французький генерал-лейтенант, який через свою любов до людей залишив добру памʼять в Ганновері, помер в грудні в Парижі».
За іншими даними, «...підвищений до генерала-лейтенанта ...21 квітня 1759 року, Орлик помер 29 листопада, так і не дійшовши до Міндена».

## Нагороди
Дипломатична та військова справа Григора Орлика на службі Франції була важливою у будь-якій країні, як для французької політики так і для українського питання. Визнанням його заслуг у європейських країнах є нагороди.
У 1742 році помер Пилип Орлик. Проте смерть батька не зупинила Григорія опікуватися «українським питанням», Він постійно листується з правителями Польщі, Кримського ханства та Франції, де і далі переконує їх, що українське питання — в інтересах всієї Європи. В цьому ж році звертається до Людовика XV з проханням про дозвіл на поїздку до Швеції: «… щоб домагатися там дотримання зобов'язань, які ця корона завинила за послуги та жертви мого покійного Батька на користь її інтересів, та прохати там для моєї покинутої родини певних відшкодувань».
Король Франції прохання задовольнив. Як зазначає І. Дмитришин: «Французькі архіви не дозволяють осягнути сповна, чим займався Григорій, але цілком очевидно, що його місія в Швеції на службі Франції була важливою для французької дипломатії. Перебування у цій країні, таким чином, розширило поле його вже й без того великої діяльності та підтвердило його репутацію надзвичайно корисного агента».
Посол Франції у Швеції Лянмарі у 1743 році надіслав надзвичайно прихильного рекомендаційного листа до Людовика XV: «Не можу не довести до Вашого відома всю ту допомогу, яку я отримую тут від присутності п. Орлика. Він не народився Вашим підданим, але я смію запевнити Його Величність, що немає іншого підданого, який був би більше відданий його службі та ближче приймав до серця його інтереси. Я молю Вашу Величність погодитися принагідно висловити йому Ваше задоволення його поведінкою».

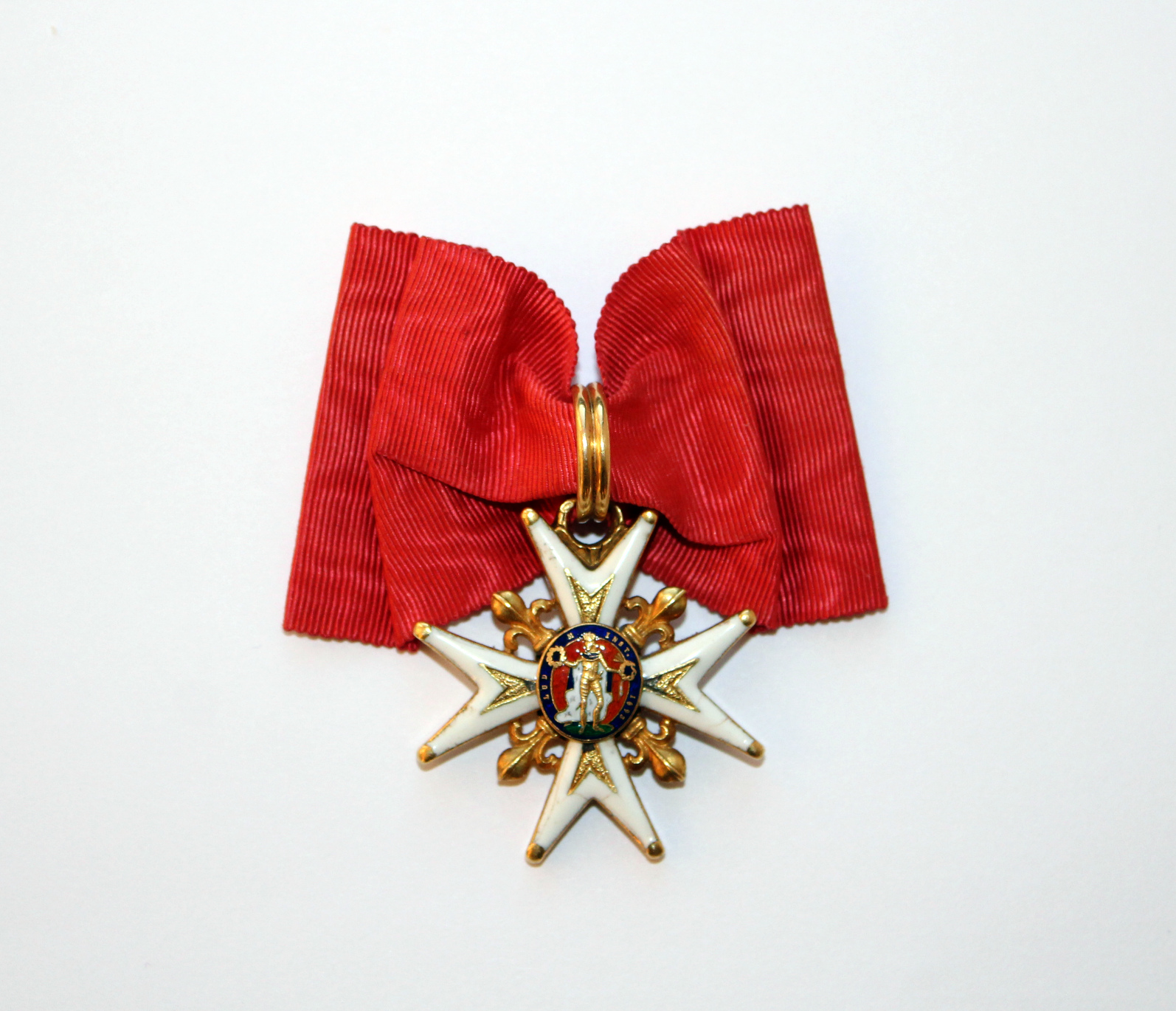
Орден Святого Людовика, XVIII ст. Із зібрання Національного історико-культурного заповідника «Гетьманська столиця». Подарований Євгеном Суром. 2019 р.

23 червня 1744 року Д'Аржансон підготував ноту для Людовика XV. Григор Орлик став кавалером ордена Святого Людовика згідно з дипломом, підписаним 18 липня 1744 року в Дюнкерку. Граф Дане, кавалер ордена, привіз Г. Орлику новину про призначення.
Орден Святого Людовика заснований королем Франції Людовиком XIV у 1693 році. Орден відносився до військових нагород, надавався за військові досягнення, як мотивування офіцерів французької армії (в тому числі і не дворянського походження), які вже більше 10 років віддано і хоробро воювали захищаючи інтереси короля Франції. На сьогодні орден не вручається.
Орденом Меча на рівні командора Григор Орлик був нагороджений 4 грудня 1751 року королем Швеції Фредеріком І, як вияв удячності та визнання його заслуг.

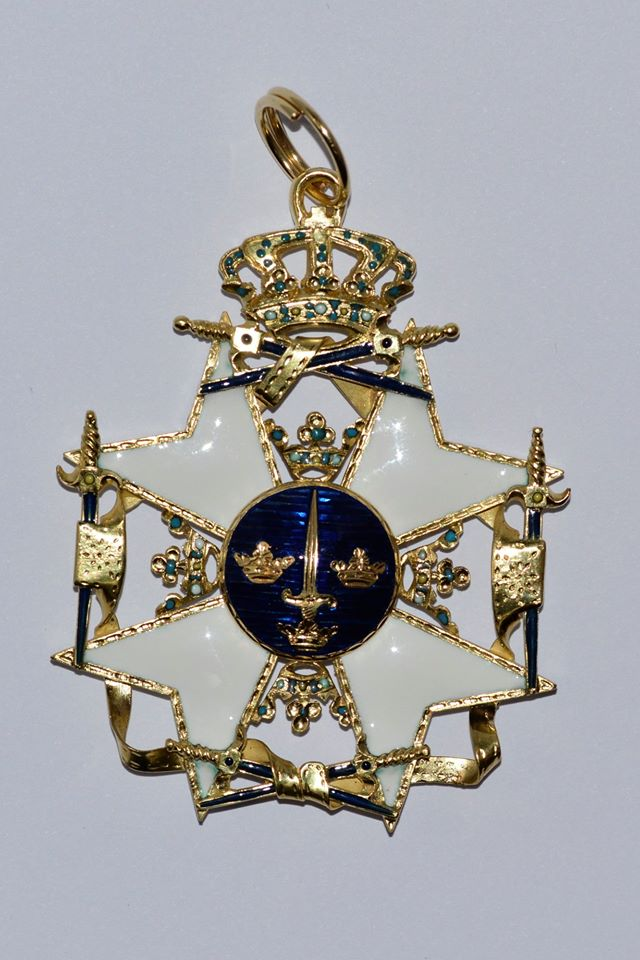
Орден Меча, XVIII ст., копія. Із зібрання Національного історико-культурного заповідника «Гетьманська столиця». Подарований Валерієм Глущуком. 2020 р.

У 1748 році король Фредерік І заснував три ордени: орден Серафимів, орден Меча і орден Полярної зірки. У 1772 році король Густав III доповнив цей список орденом Вази. Всі чотири ордени разом мають назву — ордени Його Величності короля Швеції, тобто король є «господарем і повелителем усіх шведських орденів». Сьогодні цей титул носить король Карл XVI Густав. Королівський орден Меча був створений для нагородження шведських офіцерів і після їх смерті повертався. Сьогодні орден Меча не вручається.
Отже, Григор Орлик — один з перших українських політичних емігрантів XVIII ст., представник українців у європейських країнах своїми чеснотами та дипломатичними талантами домігся визнання трьох королів. Цьому є прямі підтвердження — нагороди. Орден Святого Людовика від короля Франції Людовика XV. Орден Меча від короля Швеції Фредеріка І, а третім орденом і третьою коронованою особою, яка підкреслила і визнала його заслуги була королева Австро-Угорщини — Марія-Терезія. Вона у 1765 надала орден Зоряного Хреста його дружині Луїзі-Елені Ле Брен де Дентевіль, на той час вдові.
Орден був створений Марією-Терезією, як жіночий орден, а наданий пані Орлик в знак визнання заслуг чоловіка. Диплом нагородження графині Орлик, який датується травнем 1769 року з автографом та печаткою Марії-Терезії зберігається в приватному архіві замку Дентевіль. На сьогодні орден не вручається, а орден, яким була нагороджена пані Орлик не зберігся.

## Міфи про Григорія Орлика
Життя Орлика-молодшого овіяне багатьма міфами, які активно ретранслюються, зокрема, в українських ЗМІ та науково-популярній літературі. Попри те, що сама постать Петра-Григорія Орлика не вписана до українського героїчного канону, до якого належить його батько, окремі міфи про Петра-Григорія є досить поширеними.
Найбільш ретрансльованим є міф про зв'язок  П.-Г. Орлика з назвою міста Орлі та однойменного аеропорту, розташованого поблизу. Попри те що у дослідницькій літературі переважно навіть не згадується про цей зв'язок, українські науковці Тарас Чухліб та Віктор Горобець у своїй книзі «Незнайома Кліо: таємниці, казуси і курйози української історії. Козацька доба» пишуть: «Вже у середині XX ст. на території, що у XVIII—XIX ст. належала Орликам-Дентевілям і, очевидно, тому називалася „Орлі“, було збудовано один із найбільших аеропортів Франції, який успадкував цю милозвучну історичну назву. І тепер кожен українець, якому доводиться відвідати паризький аеропорт, може з гордістю сказати: ця сучасна європейська споруда названа на честь одного з найпалкіших українських патріотів свого часу, довіреної особи короля Людовика XV, генерала і графа Франції, козацького сина Григора Орлика».
Французький історик українського походження Ірина Дмитришин, коментуючи подібні твердження та констатуючи їхню неправдоподібність, говорить наступне:
«Я абсолютно переконана, що немає прямого зв'язку. Я думаю, що йдеться просто про омонімію. Можливо, нам дуже б хотілося, щоб Орлі пішло від Орлика, але окрім схожості назви нічого спільного. Тому що, по-перше, Орлик у цих краях, де зараз знаходиться аеропорт Орлі навряд чи бував, він швидше жив у провінції Шампань. По-друге, якщо по-українськи звучить однаково Орлик і Орлі, то у французькому написанні орфографія зовсім інша. Такий, може, пікантний момент, який полягає у тому, що ми не єдині у тому, хто посилається на цю назву, бо так само росіяни стверджують, що Орлі походить від родини Орлових. Так що у цій діяльності ми не маємо виключну монополію».
Найпомітніша роль у творенні міфології Орлика належить українському емігрантському історику Ільку Борщаку.
Наприклад, І. Борщак та його послідовники активно використовували як портрет Орлика картину, чиє авторство приписували Жану-Оноре Фраґонару. Хоча особа зображена на цьому портреті неідентифікована, а авторство Фрагонара є недоведеними.
Оскільки Ілько Борщак відверто декларував, що свої праці про П.-Г. Орлика він писав з позицій історика-державника та українського патріота, то безумовно, це позначилось на змісті його розвідок. Заангажованість та пріоритетність патріотизму над історизмом у підході І. Борщака та його послідовників стає очевидною, коли мова йде про питання ідентичності Петра-Григорія Орлика та пошуки авторами у його діяльності мотивів українського державника. Намагання Борщака охарактеризувати ідентичність Орлика як виключно козацьку-українську проявилось навіть у зміні імені Григорій, яке вживається у джерелах, на Григор. Така штучна заміна була сприйнята та розтиражована пізнішими авторами.
Характеристика ідентичності Орлика як української або козацько-української, піддана аргументованій критиці у доробку сучасних дослідників. Так І. Дмитришин в одній з своїх праць, з певними уточненнями, але все ж ствердно відповідає на власне питання «Григір Орлик — польський патріот?». Історики доходять висновків, що попри присутність у Орлика ідентифікації себе як нащадка козацького роду, ця ідентичність була складовою Річпосполитського патріотизму та свідчила, перш за все, про відчуття власної шляхетськості, а ніяк про виключно українську національну приналежність, про яку пише І. Борщак.

### Національний заповідник «Гетьманська столиця»

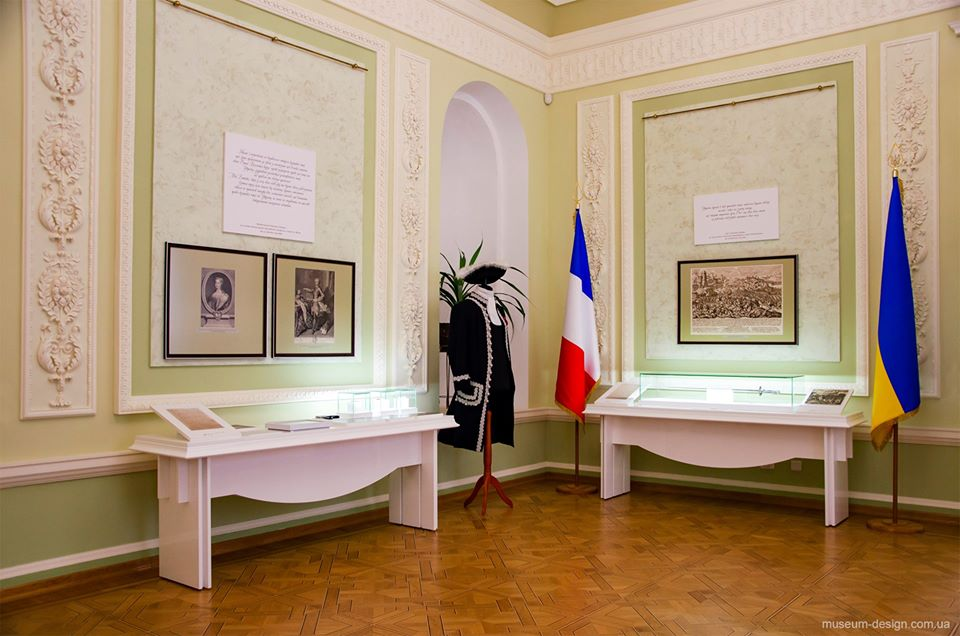
Частина експозиції виставки «Григорій Орлик: видатний син видатного батька України. Повернення на Батьківщину».